# Antifonář královny Rejčky
Antifonář královny Rejčky je součást sbírky několika rukopisů, které na počátku 14. století nechala vyhotovit česká královna Alžběta (Eliška) Rejčka. Celou sbírku pak věnovala starobrněnskému klášteru cisterciaček, který sama v roce 1323 založila.

## Seznam částí
Celou sbírku pak představují následující jednotlivé části:
- žaltář klášterní knihovny v Rajhradě (sig. R355)
- antifonář klášterní knihovny v Rajhradě (sig. R 600) vlastní Benediktinská knihovna v Rajhradě
- Antifonář Zemského muzea v Brně (sig. F M 7) Moravský zemský archiv v Brně

a posledních pět svazků
- lekcionáře (sig. Cod. 1772 a sig. Cod. 1773),
- graduál (sig. Cod. 1774)
- kniha chorálních zpěvů (Liber choralis ordinis cistercinensis, sig. Cod. 1813)
- kolektář (Capitulare et orationarium chori, sig. Cod. 1835) se nalézá v Österreichische Nationalbibliothek ve Vídni.

## Výzkum
Vědeckým výzkumem Rukopisů královny Rejčky se z muzikologického hlediska ve svém díle věnuje František Pokorný.